# Ринкон-де-Баррабас
Ринкон-де-Баррабас (исп. Rincón de Barrabás) — посёлок в юго-восточной части Мексики, на территории штата Веракрус. Входит в состав муниципалитета Камарон-де-Техеда.

## Географическое положение
Ринкон-де-Баррабас расположен в центральной части штата, на расстоянии приблизительно 65 километров к юго-востоку от города Халапа-Энрикеса, административного центра штата. Абсолютная высота — 223 метра над уровнем моря.

## Население
Согласно данным, полученным в ходе проведения официальной переписи 2005 года, в посёлке проживало 992 человека (494 мужчины и 498 женщин). Насчитывалось 211 домов. По возрастному диапазону население распределилось следующим образом: 38 % — жители младше 18 лет, 51,2 % — между 18 и 59 годами и 10,8 % — в возрасте 60 лет и старше. Уровень грамотности среди жителей старше 15 лет составлял 90,3 %.
По данным переписи 2010 года, численность населения Ринкон-де-Баррабаса составляла 1110 человек. Динамика численности населения посёлка по годам:
| 2000 | 2005 | 2010 |
| ---- | ---- | ---- |
| 903  | 992  | 1110 |